# Serie A 1991-1992 (calcio a 5)
La Serie A 1991-1992 è stata il terzo campionato di Serie A e la nona manifestazione nazionale che assegnasse il titolo di campione d'Italia. La corrente edizione introduce alcune novità che saranno confermate nelle stagioni successive. L'organico del girone unico fu ridotto da 20 a 18 squadre, mentre la formula della seconda fase fu completamente modificata: alla poule scudetto si qualificano le squadre di Serie A classificatesi tra il primo e il quarto posto al termine della stagione regolare nonché due tra le squadre vincitrici dei cinque gironi di Serie B. Le sei formazioni sono distribuite in due triangolari i quali determinano le due finaliste. Roma continua a rappresentare il fulcro del calcio a 5 italiano: il tasso tecnico delle squadre della capitale si riflette nella clamorosa esclusione della Roma RCB dalle quattro squadre qualificate ai play-off, tutte e quattro provenienti dalla capitale. La classifica finale conferma Verona come prima pretendente non romana, ma comunque fuori dai play-off a cui accedono anche il Fiumicino ed il Pescara Gems come rappresentanti della Serie B. Dalla poule finale giocata di nuovo al Foro Italico di Roma dal 14 giugno al 21 giugno 1992, escono vincitori per la prima volta nella loro storia i bancari della BNL Calcetto di Piero Gialli dopo una tiratissima finale sulle tre gare con la Ericsson Sielte Roma, allenata da Maurizio Salustri, di cui due finite ai calci di rigore ed una ai tempi supplementari.

## Stagione regolare
|     | Squadra               | Pt |
| --- | --------------------- | -- |
| 1.  | BNL Calcetto          | 55 |
| 2.  | Ericsson Sielte Roma  | 49 |
| 3.  | Geas Meda Roma        | 49 |
| 4.  | Torrino               | 48 |
| 5.  | Roma RCB              | 48 |
| 6.  | Tecnocop Verona       | 47 |
| 7.  | Gelcauto Tivoli       | 44 |
| 8.  | Harvey Club Bologna   | 39 |
| 9.  | Delfino Cagliari      | 37 |
| 10. | Pro Ficuzza           | 35 |
| 11. | Marino Calcetto       | 31 |
| 12. | Camel Vigna Stelluti  | 29 |
| 13. | Pro Calcetto Avezzano | 28 |
| 14. | Cesana Torino         | 27 |
| 15. | Roma Barilla          | 26 |
| 16. | San Michele           | 11 |
| 17. | Lions Chioggia        | 7  |
| 18. | Amatori Civitavecchia | 1  |

## Play-off

### Turno preliminare

#### Andata
| Palermo 23 maggio 1992, ore --:-- CEST | Vittorio Alfieri | 3 – 2 | Fiumicino |  |

| 30 maggio 1992, ore --:-- CEST |  | – |  |  |

#### Ritorno
| Roma 30 maggio 1992, ore --:-- CEST | Fiumicino | 6 – 5 (?-?, 5-4, ?-?) | Vittorio Alfieri |  |

| 30 maggio 1992, ore --:-- CEST |  | – |  |  |

### Poule finale

#### Girone A
|  | Squadra  | P.ti | V | P | S | GF | GS | DR |
|  | -------- | ---- | - | - | - | -- | -- | -- |
|  | BNL Roma | 4    | 1 | 1 | 0 | 4  | 2  | +2 |
|  | Torrino  | 1    | 0 | 1 | 1 | 2  | 3  | -1 |
|  | Pescara  | 1    | 0 | 1 | 1 | 2  | 3  | -1 |
|  |          |      |   |   |   |    |    |    |

- Torrino SC - Pescara Gems 1-1
- BNL Calcetto - Torrino SC 2-1
- Pescara Gems - BNL Calcetto 1-2

#### Girone B
|  | Squadra         | P.ti | V | P | S | GF | GS | DR |
|  | --------------- | ---- | - | - | - | -- | -- | -- |
|  | Ericsson Sielte | 3    | 1 | 1 | 0 | 11 | 9  | +2 |
|  | GEAS Meda       | 3    | 1 | 1 | 0 | 7  | 6  | +1 |
|  | Fiumicino       | 0    | 0 | 0 | 2 | 5  | 8  | -3 |
|  |                 |      |   |   |   |    |    |    |

- Geas Meda Roma - Fiumicino 2-1 Arbitro Roberto Monti Forli
- Fiumicino - Ericsson Sielte Roma 4-6
- Ericsson Sielte Roma - Geas Meda Roma 5-5
- Spareggio: Ericsson Sielte Roma - Geas Meda Roma 5-4

#### Finale
- BNL Calcetto - Ericsson Sielte Roma 7-8 (DCR)
- Ericsson Sielte Roma - BNL Calcetto 4-7 (DCR)
- BNL Calcetto  - Ericsson Sielte Roma 2-1 (DTS)